# L'eixam
L'eixam (títol original: The Swarm) és una pel·lícula de catàstrofes estatunidenca dirigida i produïda per Irwin Allen, estrenada el 1978. Ha estat doblada al català.

## Argument
Abelles d'Amèrica del Sud s'han apariat amb abelles d'Amèrica del Nord. Un científic descobreix una hormona que empeny aquestes abelles a esdevenir autèntiques assassines, que ho destrueixen tot al seu pas. A més, porten una malaltia…

## Repartiment
- Michael Caine: Dr. Bradford Crane
- Katharine Ross: Capità Helena Anderson
- Richard Widmark: Major General Thalius Slater
- Richard Chamberlain: Dr. Hubbard
- Olivia de Havilland: Maureen Schuster
- Ben Johnson: Felix
- Lee Grant: Anne MacGregor
- José Ferrer: Dr. Andrews
- Patty Duke: Rita
- Slim Pickens: Jud Hawkins
- Bradford Dillman: Major Baker
- Fred MacMurray: Maire Clarence Tuttle
- Henry Fonda: Dr. Walter Krim
- Cameron Mitchell: General Thompson
- Christian Juttner: Paul Durant
- Morgan Paull: Dr. Newman
- Alejandro Rey: Dr. Martinez
- Don 'Red' Barry: Pete Harris
- Doria Cook-Nelson: Sra. Mary Durant
- Robert Varney: Sra. Durant
- Patrick Culliton: Xèrif Morrison
- Arthur Space: Enginyer

## Nominació
- Oscar al millor vestuari a la 51a cerimonia dels Oscars 1979

## Al voltant de la pel·lícula
D'una durada que no excedia les dues hores, la pel·lícula comptava tanmateix a l'estrena molts talls de diàlegs, jutjades perjudicials al ritme narratiu per estar tallades.
L'entusiasme dels productors pel tema de les abelles assassines (es compten no menys de quatre pel·lícules al final dels anys 1970: The Bees d'Alfredo Zacarias, Quan les abelles atacaran de Bruce Geller, Terror en el cel de Lee H. Katzin i la Inevitable Catàstrofe) troba el seu origen en els pronòstics de certs experts científics, preveient la perillosa migració d'aquests insectes cap a territoris nord-americans. No obstant això els pronòstics van resultar erronis i les pel·lícules, notoris fracassos.